# Güngör Tekin
Güngör Tekin (* 4. Januar 1953 in Istanbul) ist ein ehemaliger türkischer Fußballspieler. Im Dezember 1998 wurde Tekin in England wegen Drogenschmuggel zu einer Haftstrafe von 23 Jahren verurteilt.

## Sportliche Karriere

### Im Verein
Güngör Tekin begann seine Karriere bei Üsküdarspor. Der Abwehrspieler spielte dort bis 1973. Vor Beginn der Saison 1973/74 wechselte er zum Erstligisten Giresunspor. Dort gehörte Tekin auf Anhieb zur ersten Elf. In zwei Jahren für Giresunspor absolvierte er 55 Ligaspiele und erzielte dabei ein Tor.
Nach zwei Jahren in Giresun kehrte Tekin nach Istanbul zurück und wurde Spieler von Galatasaray. In seiner ersten Saison für die Gelb-Roten kam der Mittelfeldspieler zu 21 Ligaspielen. Am Ende der Saison wurde er das erste Mal türkischer Pokalsieger. Sein zweiter und letzter Pokalerfolg mit Galatasaray folgte im Jahr 1979 mit dem Gewinn der Başbakanlık Kupası. 1980 wechselte Tekin nach Kanada zu Toronto Blizzard.
Nach einem Jahr kam der Abwehrspieler zurück in die Türkei und unterschrieb bei Fenerbahçe Istanbul. In zwei Jahren für Gelb-Blauen kam er zu 19 Ligaspielen und wurde zum Ende seiner Karriere türkischer Meister.

### In der Nationalmannschaft
Für die Türkei spielte Güngör Tekin von 1977 bis 1979.

## Erfolge
Galatasaray Istanbul
- Türkischer Fußballpokal: 1976
- Başbakanlık Kupası: 1979

Fenerbahçe Istanbul
- Türkischer Meister: 1983